# Bianor concolor
Bianor concolor là một loài nhện trong họ Salticidae.
Loài này thuộc chi Bianor. Bianor concolor được Eugen von Keyserling miêu tả năm 1882.